# Ardea
Pour les articles homonymes, voir Ardea (homonymie).
Genre
Ardea est un genre de hérons présents dans une grande partie du monde.
Carl von Linné a décrit ces oiseaux comme grands hérons, se rapportant à la grande taille de ces oiseaux, en général à 80 à 100 centimètres ou parfois plus. Ces grands hérons sont associés aux marécages où ils se nourrissent de poissons, de grenouilles et d'autres espèces aquatiques.
La plupart des membres de ces espèces nichent dans de grands nids de branches établis dans les arbres. Les espèces nordiques telles que le grand héron, le héron cendré ou le héron pourpré migrent vers le sud en hiver, bien que les deux premiers ne le fassent que si leur lieu d'hivernage voit ses étendues d'eau gelées. Ce sont des oiseaux puissants avec un long cou et des longues pattes, qui attendent immobiles leur proie au-dessus d'une eau peu profonde puis s'en saisissent d'un rapide coup de bec. Ils ont un vol régulier et lent, avec le cou rétracté comme il est caractéristique des hérons ; ceci les distingue des cigognes, des grues et des spatules, qui eux prolongent leur cou pendant le vol.

## Liste des espèces
Selon la classification de référence (version 14.2, 2024) de l'Union internationale des ornithologues, ils se répartissent en 16 espèces (ordre philogénique) :
- Ardea pacifica Latham, 1801 – Héron à tête blanche ;
- Ardea alba Linnaeus, 1758 – Grande Aigrette ;
- Ardea brachyrhyncha (Brehm, AE, 1854) – Héron à bec jaune ;
- Ardea intermedia Wagler, 1829 – Héron intermédiaire ;
- Ardea plumifera (Gould, 1848) – (?) ;
- Ardea ibis (Gould, 1848) – Héron garde-boeufs ;
- Ardea coromanda (Gould, 1848) – Héron de Coromandel ;
- Ardea cinerea Linnaeus, 1758 – Héron cendré ;
- Ardea herodias Linnaeus, 1766 – Grand Héron ;
- Ardea cocoi Linnaeus, 1766 – Héron cocoi ;
- Ardea purpurea Linnaeus, 1766 – Héron pourpré ;
- Ardea humbloti Milne-Edwards & Grandidier, 1885 – Héron de Humblot ;
- Ardea insignis Hume, 1878 – Héron impérial ;
- Ardea sumatrana Raffles, 1822 – Héron typhon ;
- Ardea melanocephala Children & Vigors, 1826 – Héron mélanocéphale ;
- Ardea goliath Cretzschmar, 1829 – Héron goliath.

### Espèces fossiles
- † Ardea bennuides
- † Ardea polkensis (Pliocène inférieur)
- † Ardea formosa
- † Ardea howardae
- † Ardea similis

## Répartition géographique

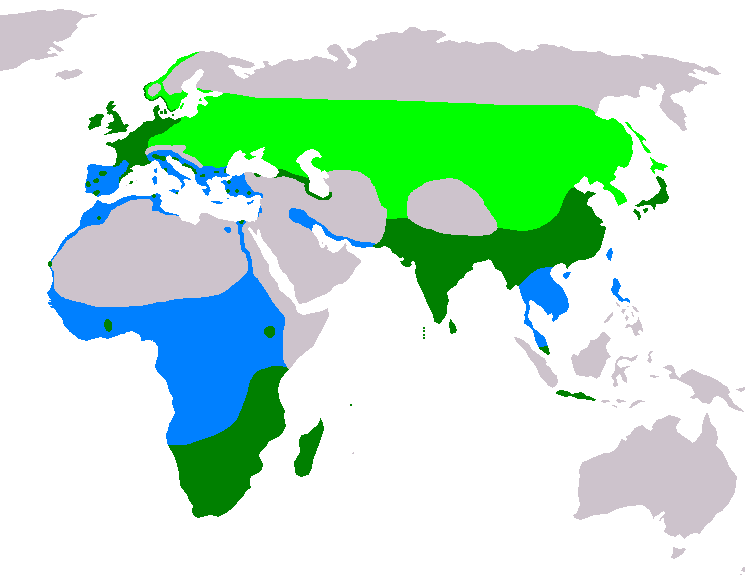
Ardea cinerea
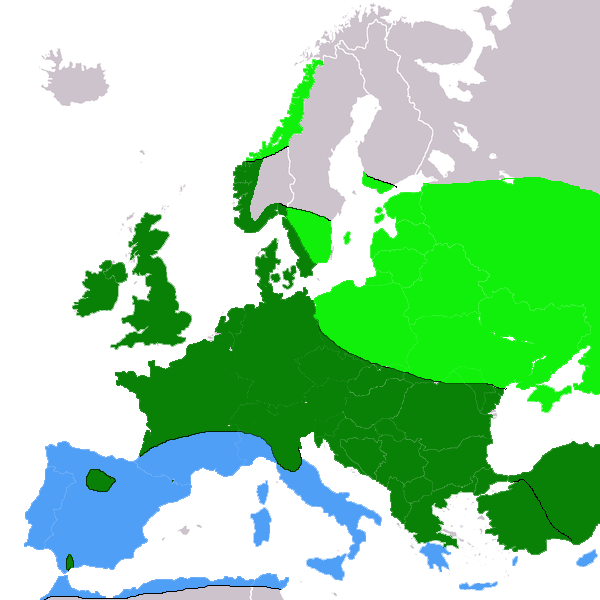
Ardea cinerea (en Europe)
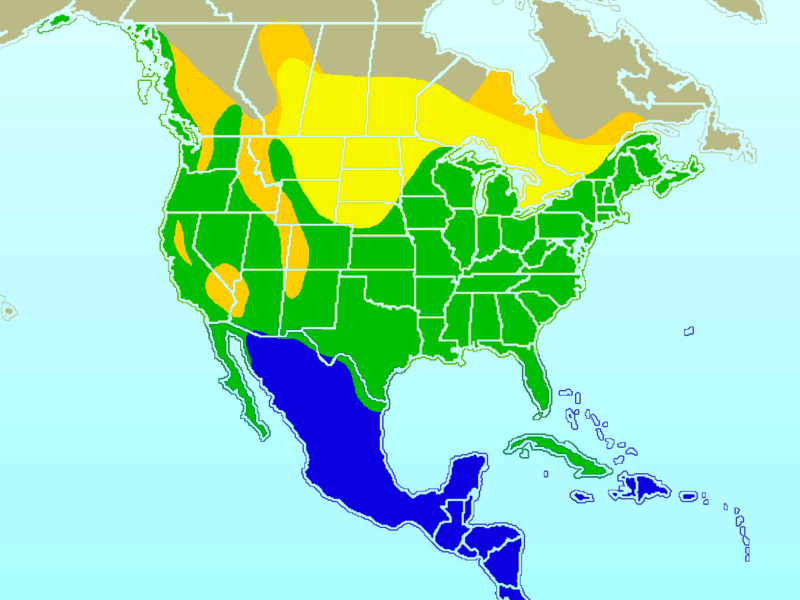
Ardea herodias